# Joseph-Ignace-Jean-Baptiste de Mesgrigny
 Joseph-Ignace-Jean-Baptiste de Mesgrigny (né le 9 avril 1653 à Aix-en-Provence, mort le 2 mars 1726 à Grasse) est un ecclésiastique français qui fut frère mineur capucin  puis  évêque de Grasse de 1711 à 1726.

## Biographie
Joseph-Ignace-Jean-Baptise de Mesrigny nait à Aix-en-Provence mais il est issu d'une famille originaire de Champagne. Il est le fils de Jean de Mesgrigny, vicomte de Troyes baron de Vandœuvre et premier président du Parlement de Provence puis Conseiller d'État, et de Huberte-Renée de Bussy d'Inteville. 
À l'âge de 23 ans il est à la fois mestre de camp et docteur de la Sorbonne. Il choisit alors le 24 mai 1672 d'entrer chez les frères mineurs capucins de Paris ; il prend le nom d'Athanase d'Aix. le 20 septembre 1681 il est ordonné prêtre de son ordre. Il devient alors un prédicateur célèbre tout en restant un religieux exemplaire. Il devient successivement « lecteur », « gardien », définiteur et visiteur de son ordre. À son exemple, trois de ses sœurs entrent en religion.
Alors qu'il est âgé de 58 ans il est désigné en avril 1711 par le roi comme évêque de Grasse et en juillet comme vicaire apostolique d'Antibes. Il reçoit ses bulles pontificales de confirmation le 19 octobre et il est consacré à Paris chez les Capucins le 20 décembre par le cardinal Armand-Gaston-Maximilien de Rohan évêque de Strasbourg Il gagne alors son diocèse où il déploie une activité intense. Il visite chaque paroisse, restaure la cathédrale, consacre des églises et réorganise les archives du diocèse et des paroisses. Il veille de plus à la qualité des prêches en chaire et l'orthodoxie du catéchisme dispensé Il meurt à Grasse le 2 mars 1726 « avec la réputation d'un des plus vertueux prélats de son temps » selon Hugues Du Tems.